# Vladimir Blandov
Vladimir Ivanovitch Blandov (Владимир Иванович Бландов), né en 1847 et mort le 21 janvier 1906, est un officier de marine, entrepreneur et marchand russe qui fut l'un des fondateurs en Russie de l'industrie fromagère.

## Biographie

### Formation
Vladimir Blandov est le fils d'Ivan Mikhaïlovitch von Bland(ov), conseiller à la cour et de son épouse, née Catherine Matveïevna Mouraviova, fille du contre-amiral Matveï Mouraviov (1762-1823). Il y avait cinq enfants dans la famille: les frères Alexandre (1842), Nikolaï (1845) et Vladimir (1847), et deux sœurs, Véra (1841), Varvara (1848). Le père achète en 1848 dans le gouvernement de Saint-Pétersbourg le domaine de Veïno dans l'ouïezd de Gdov,. Il avait commencé sa carrière en tant qu'officier de marine dans la flotte de la Baltique, avait servi comme aide-de-camp au ministère de la Marine jusqu'en 1827, puis était devenu inspecteur de navires et avait pris sa retraite avec le rang de capitaine-lieutenant. Ses fils Nikolaï et Vladimir suivent ses pas en entrant au corps des cadets de la Marine, pour faire carrière dans la Marine impériale. Vladimir Blandov sert au début dans la flotte de la Baltique et navigue jusqu'aux Amériques. Il est nommé mitchman en 1864.

### Débuts
Vladimir Blandov avait fait la connaissance au corps des cadets de son condisciple Nikolaï Verechtchaguine (frère du futur peintre Vassili Verechtchaguine) qui allait plus tard être à l'origine d'un grand mouvement de coopératives dans le domaine agricole et artisanal en Russie. Au milieu des années 1860, alors que l'Empire russe s'est attelé à de grandes réformes notamment agricoles (depuis l'abolition du servage de 1861), les jeunes lieutenants Verechtchaguine, Blandov et Biriliev quittent le service de la Marine dans la perspective de se lancer dans l'organisation de la production laitière en Russie. En 1865, ils voyagent en Europe afin d'étudier la fabrication du fromage, en premier lieu aux Pays-Bas et en Suisse. Comme résultat de ses observations, Vladimir Blandov publie un dossier en 1870 à Saint-Pétersbourg, intitulé «Приготовление сыра и масла в Голландии и лимбурского сыра в Бельгии» (Fabrication du fromage et du beurre en Hollande et du fromage de Limbourg en Belgique).
En 1870, Verechtchaguine et Blandov commencent la production de fromages néerlandais dans le village de Koprino de l'ouïezd de Rybinsk dépendant du gouvernement de Iaroslavl. Pour faire cela, ils organisent en artels (sorte de coopératives agricoles) les paysans producteurs de fromages avec le soutien financier de l'assemblée du zemtsvo de l'ouïezd qui leur fait crédit. La production de fromage augmente à un rythme rapide et il faut subvenir également aux besoins des grandes villes. D'autres artels apparaissent dans d'autres provinces russes. En 1871, Blandov reçoit un prêt conséquent de 500 roubles de la part de l'assemblée du zemtsvo local afin de construire une fabrique de fromages dans l'ouïezd de Gdov

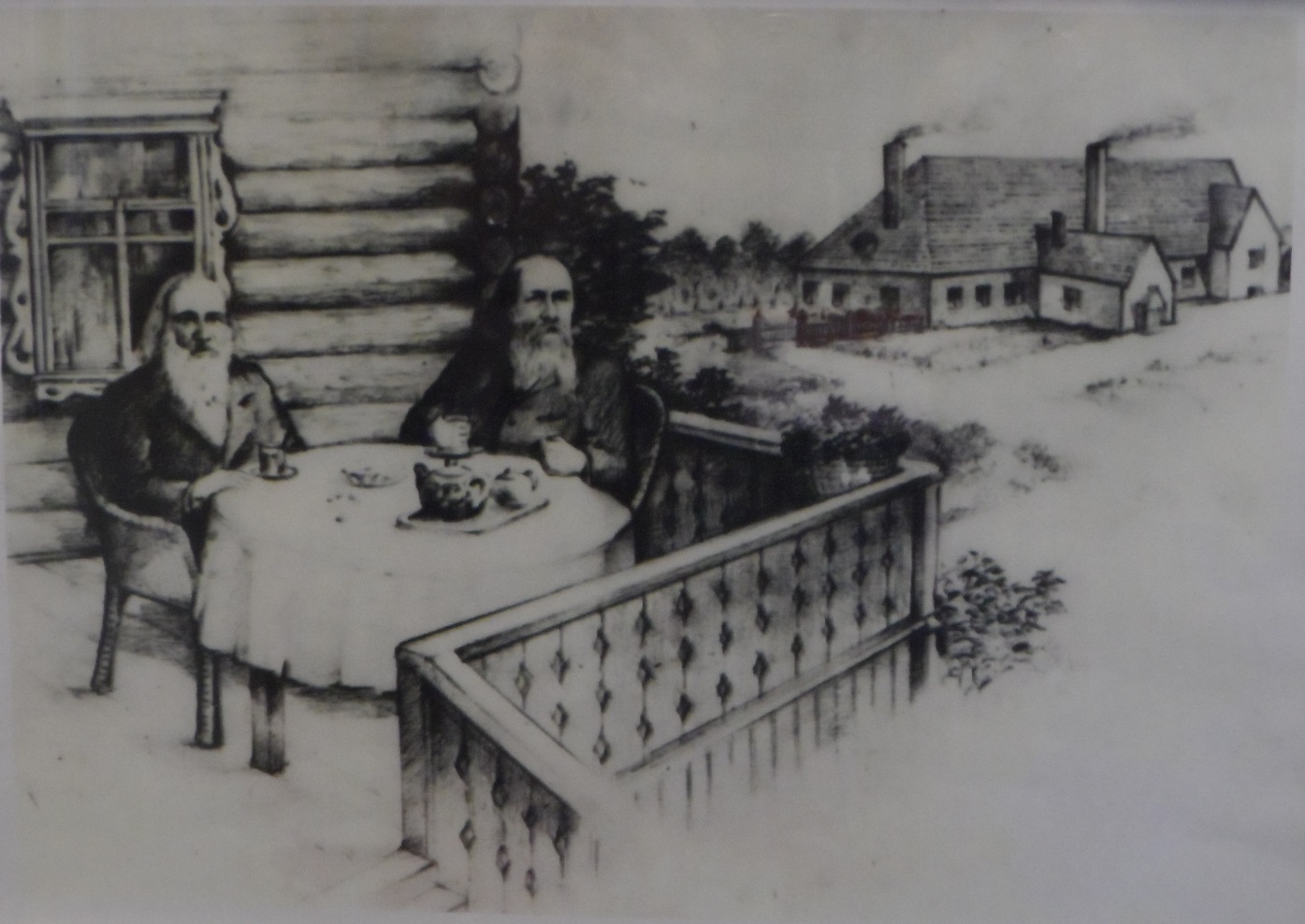
Verechtchaguine et Mendeleïev à Edimonovo, à droite l'école de production laitière.
Dessin de Blandov (1889).

À côté de la fromagerie de Koprino, Blandov ouvre une filiale de l'école de production laitière d'Edimonovo fondée par Verechtchaguine. Blandov envoie les élèves les plus doués prolonger leur formation à Moscou. Parmi eux, l'on compte Alexandre Tchitchkine qui deviendra un acteur majeur de la production de produits laitiers à l'époque soviétique. En 1871, Blandov publie un article témoignant des résultats de l'organisation de la production laitière à l'initiative de Verechtchaguine, dans les provinces de Tver, de Kostroma, de Iaroslavl et de Vologda. Il décrit aussi les capacités des races laitières locales, notamment celles de la province de Iaroslavl (dont la vache iaroslavl),.

### Entrepreneur
En 1872, Blandov fonde la « maison de négoce Blandov » à laquelle se joint son frère Nikolaï en 1875. Les frères Blandov prennent en location à Moscou un local dans la maison de Komissarov à l'angle de la prestigieuse rue Tverskaïa et de l'Okhotny riad. À l'exposition internationale de production laitière de Londres en 1880, Blandov remporte trois prix pour la production de son fromage hollandais à pâte cuite, fabriqué dans l'ouïezd de Rybinsk, et à l'exposition panrusse d'art et d'industrie de 1882 qui se tient à Moscou il peut mesurer sa renommée car il reçoit la permission de faire figurer le blason du souverain sur les productions de sa firme.
En 1883, devenus marchands de la deuxième guilde, les frères Blandov fondent une compagnie de production et de négoce intitulée « Frères V. et N. Blandov à Moscou » dont le siège est installé près de la porte Saint-Élie (près de la Loubianka) dans une maison qu'ils ont achetée. Les bureaux sont en bas et à l'étage les appartements privés. Reconstruite en 1896, la maison dispose ensuite d'immenses sous-sols réservés au stockage du fromage et du beurre. Au début des années 1890, la compagnie des frères Blandov est propriétaire de vingt-cinq fabriques de fromages dans six gouvernements. À Moscou, seulement, ils n'ont pas moins de cinquante-neuf magasins. Ils ouvrent douze filiales de leur compagnie dans l'Empire russe et installent des usines laitières de petite et moyenne taille avec aussi des usines de fabrication d'accessoires. Les Blandov, par l'octroi de crédits, la publication de littérature spécialisée et de recommandations techniques, soutiennent véritablement toute la filière laitière de cette époque qui ne fait que croître. Les frères Blandov ouvrent à Moscou, rue Staraïa Bojedomka, une fabrique d'accessoires pour la production laitière où travaillent 118 personnes. On y fabriquait des barattes, des bidons, des instruments pour le traitement du beurre, des ustensiles d'acier étamés avec de l'étain et les objets les plus adaptés pour la préparation du fromage. Le département des ventes de l'usine vendait également des écrémeuses de marques étrangères, de différents procédés.
Les frères Blandov étendaient constamment leurs activités à tout l'Empire. Leur activité augmentant en Sibérie, ils ouvrent une filiale à Kourgan en 1897, puis à Barnaoul. Ils font aussi crédit à de petits producteurs, vendent de l'équipement d'origine européenne à de micro-entreprises laitières; il fallait dépenser en moyenne 17 725 roubles pour l'ouverture d'une fabrique de beurre avec l'espérance d'un bénéfice net annuel de 1 275 roubles. De plus ils achètent du beurre aux coopératives qu'ils commencent à exporter par les ports de la Baltique, joignables par chemin de fer.
Au début du XXe siècle, ils s'installent aussi dans la station thermale, alors en vogue, de Kislovodsk dans le Caucase. Ils font construire des magasins en ville, des petites fabriques de fromages dans les environs, un immense entrepôt, et un hôtel particulier.

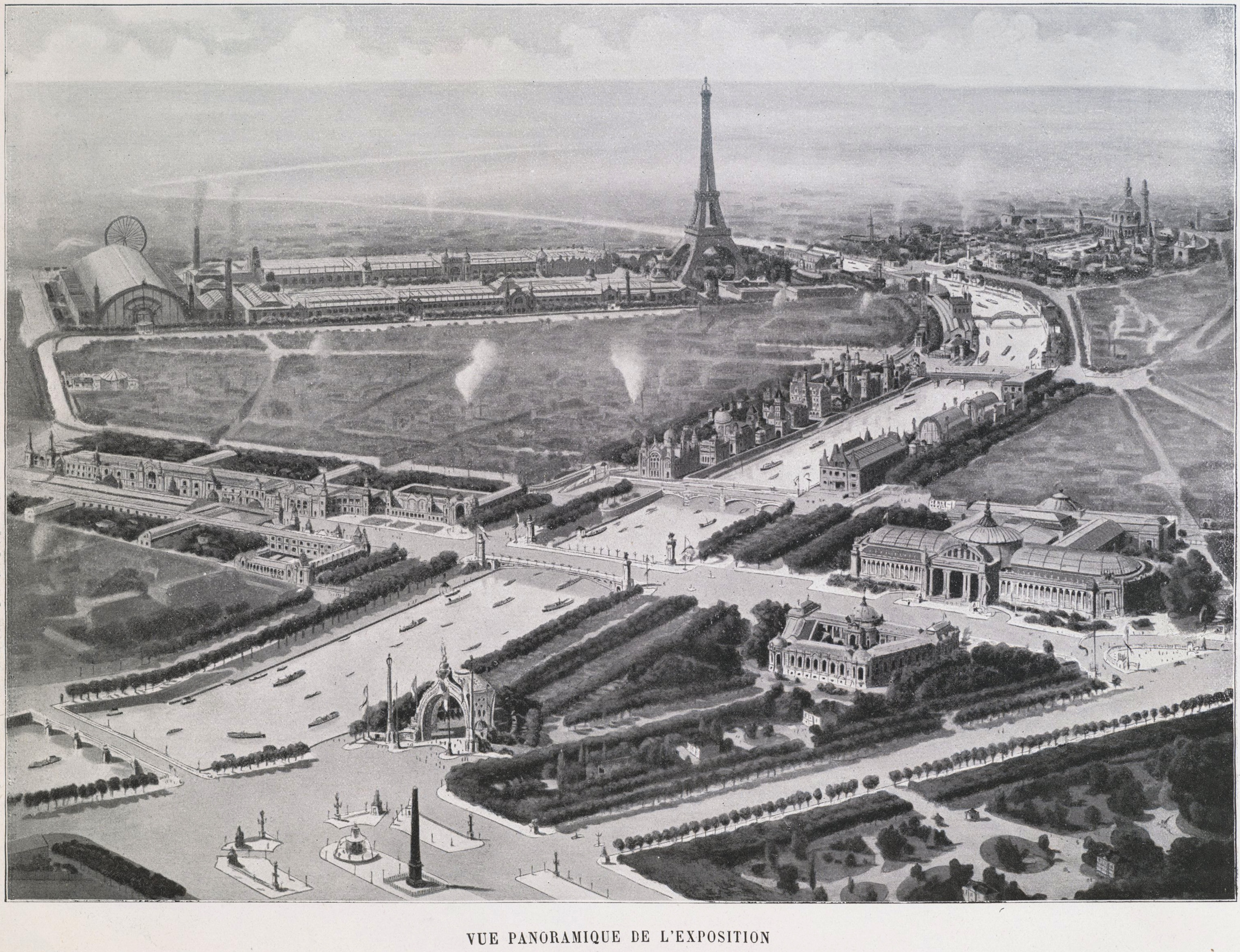
Exposition universelle de Paris de 1900.

La qualité de la production de fromages des frères Blandov est récompensée d'un « grand prix » à l'exposition universelle de Paris en 1900. À l'exposition panrusse de Saint-Pétersbourg qui suit, le beurre salé « à la parisienne » des frères Blandov, qui est fabriqué en Sibérie, reçoit une petite médaille d'or, et une médaille de bronze est attribuée à leur beurre d'exportation.

## Hommage
Le zemstvo de l'ouïezd de Pochekhonié avec le département d'agriculture établit au début du XXe siècle une école laitière du nom de V.I. Blandov.

## Source de la traduction
- (ru) Cet article est partiellement ou en totalité issu de l’article de Wikipédia en russe intitulé « Бландов, Владимир Иванович » (voir la liste des auteurs).